# Живі вогні
«Живі вогні» або «Іскри з очей» (англ. The Living Daylights) — 15-й фільм про англійського суперагента Джеймса Бонда. Екранізація однойменної новели Яна Флемінга.
Офіційним саундтреком кінострічки стала пісня The Living Daylights норвезького гурту a-ha. Також у 1987, році рок-гурт The Pretenders, випустив свій, саундтрек, до цього фільму який низивався Where Has Everybody Gone?.

## Сюжет
У пролозі фільму три агенти англійської спецслужби МІ-6 (002, 004 і 007 — Джеймс Бонд) виконують тренувальне завдання на військовій базі в Гібралтарі. Вони повинні таємно десантуватися на неї з військового літака і захопити важливий об'єкт. Охорона, у разі їх виявлення, стріляє в них червоною фарбою. Агенти вирішують діяти окремо. Одного з них швидко виявляє охорона і «вбиває» фарбою. У Бонда і третього агента все йде добре, але раптом на базі з'являється агент КДБ, який вбиває пострілом в груди охоронця і вбиває агента МІ-6, скидаючи його з скелі, і залишивши записку російським текстом латинськими буквами «Смерть шпигунам» («Smiert spionam»).
Агент КДБ вбиває ще одного охоронця і викрадає вантажівку. Бонд кидається в гонитву. Після запеклої бійки у вантажівці, вона падає з скелі в море і вибухає, агент КДБ гине, а Бонд рятується за допомогою парашута. Після цього Бонда викликають на завдання до Чехословаччини. Він повинен допомогти молодому резидентові МІ-6 здійснити втечу генерала КДБ Георгія Коськова на захід. Той пішов на музичний концерт і його охороняють люди КДБ і снайпер КДБ. Коськов у перерві йде в туалет і через вікно втікає від своїх охоронців. Він повинен добігти до тимчасової конспіративної квартири МІ-6, де його чекають Сондерс і Бонд. Агент 007 прикриває генерала зі снайперської гвинтівки. У нього завдання: вбити снайпера. Але, коли Бонд побачив, що снайпер — віолончелістка з оркестру — він стріляє по гвинтівці і не вбиває її, за що на нього розсердився Сондерс. Бонд відвозить Коськова на прикордонну станцію на трубопроводі. Там у МІ-6 є своя людина, яка допомагає в спеціальному пристрої провести Коськова через кордон. В Австрії на генерала вже чекають люди з МІ-6.
Джеймс Бонд прилітає до Лондона, де просить Маніпенні дізнатися про снайпера. 007 думає, що вона непрофесіонал. Після цього Бонд їде до передмістя Лондона, де в замку, що добре охороняється, розміщена база МІ-6, куди й доставили Коськова. Бонд привозить йому їжу і слухає свідчення Коськова, в яких він розповідає про операцію КДБ проти МІ-6 під назвою «Смерть шпигунам», а також про підступні плани нового керівника КДБ — генерала Пушкіна. В цей час на базу проникає агент КДБ, який руйнує замок, вбиває кілька чоловік охорони, захоплює Коськова, викрадає вертоліт швидкої допомоги і відлітає в невідомому напрямі.
Бонд вирушає до Лондона, де Маніпенні говорить, що снайпера звуть Кара Мілова, і що вона живе в Братиславі. «Q» дає Бонду нову машину з секретними приладами — Астон Мартін V8 — і шукач ключів із сльозоточивим газом і міні-вибухівкою. Агент 007 вирушає до Братислави, де знаходить Кару. Там він дізнається, що вона коханка Коськова, і що генерал попросив її стріляти в нього холостими патронами, поставивши її тим самим під загрозу. Бонд розуміє, що втеча Коськова — фарс. Вони з Карою на Астон Мартіні втікають до Австрії, хоча за ними женеться поліція. Вони прямують до Відня, де зближуються, катаються на каруселях, на кареті, ходять в оперу.
У Відні Бонду допомагає Сондерс. Він дізнається, що віолончель, яку Карі подарував Коськов, було придбано в Нью-Йорку на аукціоні торговцем зброєю Бредом Вітакером. Сондерс дістає Бонду два квитки до Танжера в Марокко, де перебуває генерал Пушкін. Після цього той же агент КДБ, що викрав Коськова, вбиває Сондерса, підірвавши вибухівку на дверях кафе. Він залишає повідомлення на кульці: «Смерть шпигунам». Бонд і Кара вирушають до Танжера. Поки Кара сидить у готелі, 007 їде до генерала Леоніда Пушкіна. Після розмови з ним Бонд остаточно розуміє, що Коськов зрадив і КДБ, і МІ-6, що він разом із Вітакером планує організацію війни між Великою Британією і СРСР і хоче смерті ні в чому не винного генерала Пушкіна.
Бонд організовує фарс: на виступі Пушкіна він стріляє в нього з пістолета, і всі вважають, що генерал помер, але насправді на Пушкіні був товстий бронежилет і пакетики з червоною фарбою, які зображали кров. Бонд тікає від поліції, але його захоплюють агенти ЦРУ, які стежили за виступом Пушкіна. Так Бонд знову зустрічає свого друга, агента ЦРУ Фелікса Лайтера, і розповідає йому, що смерть Пушкіна — фарс. Його відпускають. А Кара Мілова в цей час телефонує Вітакеру і розмовляє з Коськовим, гадаючи, що він хороший, і видає йому свою адресу. Вона усипляє Бонда, але той встигає їй розповісти все про Коськова.
Бонда і Кару садять на літак і разом з Коськовим везуть на радянську базу в Афганістані, де триває війна. Їх садять до камери, але їм вдається втекти з бази разом з Камраном Шахом — одним із воєначальників армії афганських моджахедів. Вони їдуть до міста, де Шах пропонує Бонду і Карі переправити їх до Європи, але Бонд хоче знову проникнути на радянську базу. Він дізнається, що Коськов за діаманти купує в моджахедів опіум. Джеймс закладає бомбу в один із мішків з опіумом і кладе її на літак, який повинен вилетіти з Коськовим назад до Танжера.
У цей час моджахеди атакують радянську базу, починається бій. Бонду і Карі доводиться відлітати на літаку з бомбою. Але до них проникає агент КДБ, який убив Сондерса. Бонд скидає його з літака, скидає бомбу на міст, по якому наступають радянські солдати, і намагається відлетіти, але виявляє, що в паливному баку купа дірок, і в літаку скоро закінчиться паливо. Він і Кара насилу рятуються з падаючого літака. Після цього вони прямують до володіння Вітакера в Танжері. Бонд проникає туди за допомогою Лайтера, вбиває Вітакера, а Коськова беруть в полон люди КДБ на чолі з Пушкіним. Після цього Кара вирушає в світове турне, і на один з виступів прибувають «M», колишній карівник КДБ — Гоголь, Пушкін, Камран Шах і Джеймс Бонд.

## В ролях
- Тімоті Далтон — Джеймс Бонд
- Маріам д'Або — Кара Мілова
- Єрун Краббе — Генерал Георгій Коськов
- Каролайн Блісс — Міс Маніпенні
- Роберт Браун — M
- Десмонд Ллевелін — Q
- Джон Тері — Фелікс Лейтер
- Джо Дон Бейкер — Бред Вітакер
- Арт Малік — Камран Шах
- Джон Ріс-Девіс — Генерал Леонід Пушкін
- Джеффрі Кін — Фредерік Грей (міністр оборони
- Вальтер Готелл — Генерал Гоголь
- Андреас Віснєвські — Некрос
- Томас Вітлей — Сондерс